# Synsakrum

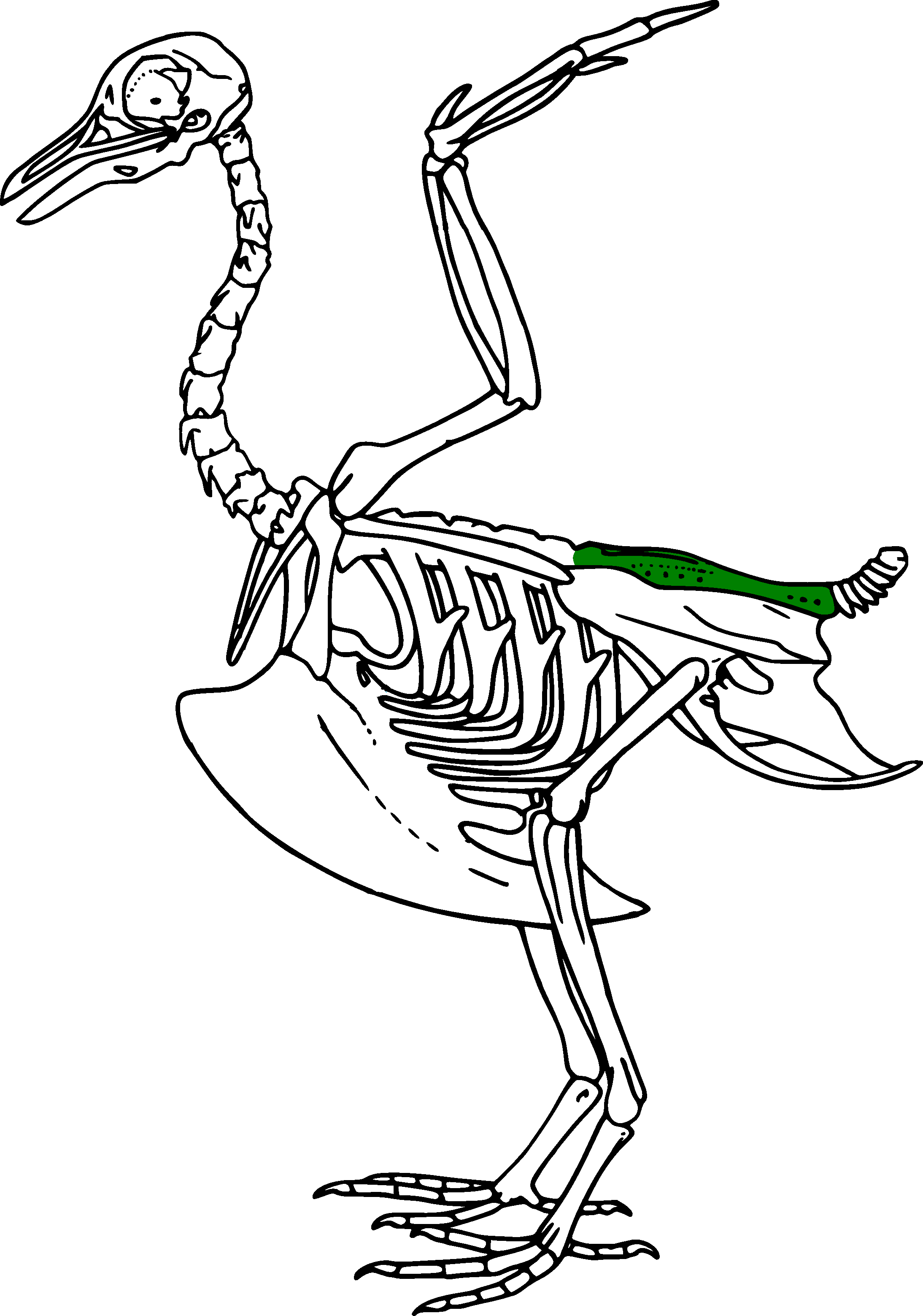
Szkielet gołębia z zaznaczonym synsakrum

Synsakrum (synsacrum; także kość lędźwiowo-krzyżowa, os lumbosacrale) – kość ptaków powstała ze zrośnięcia kręgów lędźwiowych i krzyżowych. Z przodu łączy się z ostatnim kręgiem piersiowym, a z tyłu z pięcioma pierwszymi kręgami ogonowymi. Może składać się z 10 do 22 kości. Zrost kości w synsakrum jest całkowity, liczbę kręgów można stwierdzić licząc wyrostki poprzeczne, które łączą ptasi kręgosłup z miednicą. Synsakrum można podzielić na 5 odcinków, zależnie od tworzących je kręgów; od strony głowy do ogona są to odcinki: synsakro-torakalny, synsakro-torako-lumbalny, lumbalny, sakralny, kaudalny. 

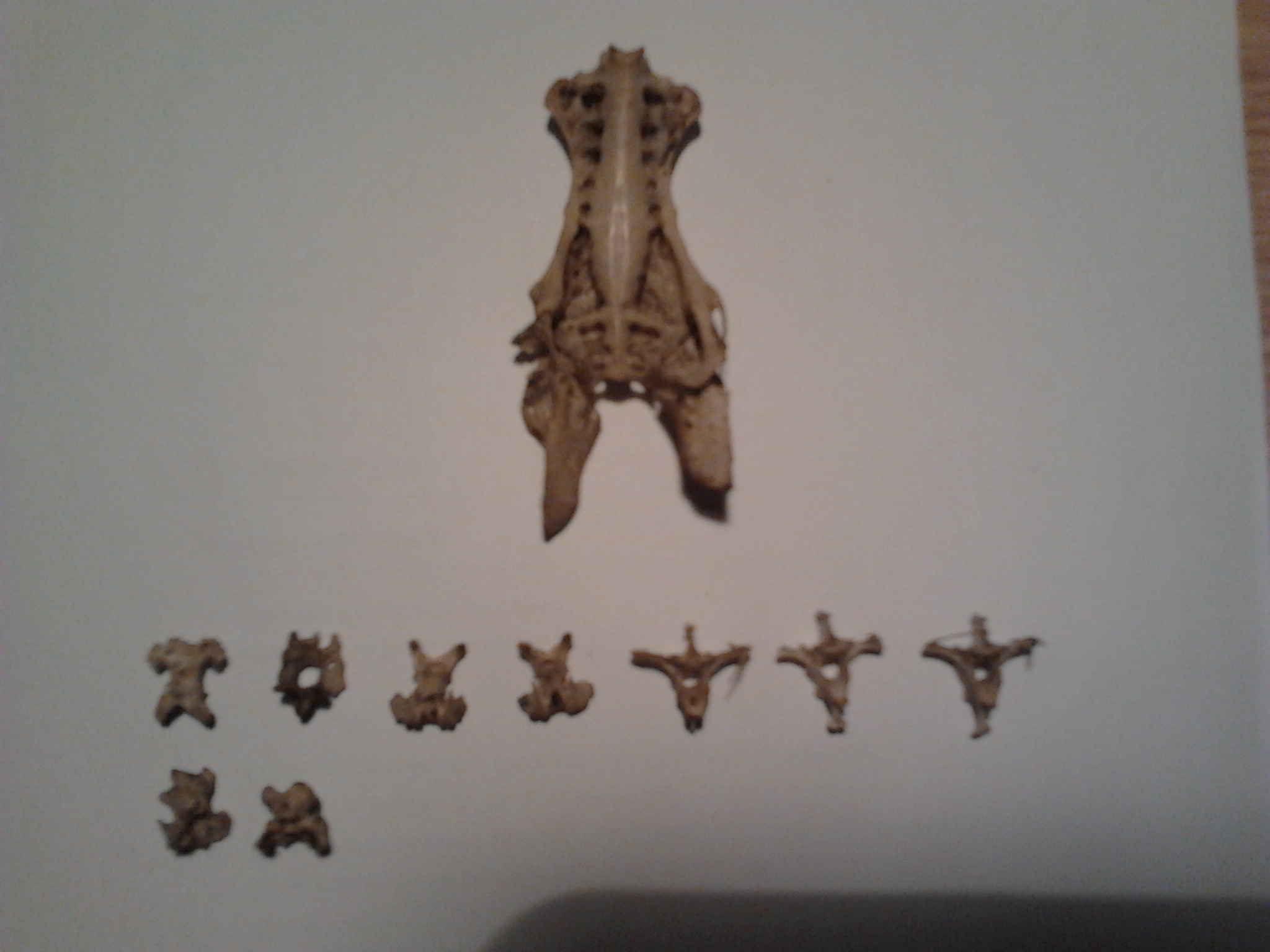
Widok od spodu na synsakrum myszołowa. Pod spodem kilka kręgów